# Dammartin-sur-Meuse
Dammartin-sur-Meuse – miejscowość i gmina we Francji, w regionie Grand Est, w departamencie Górna Marna.
Według danych na rok 1990 gminę zamieszkiwało 186 osób, a gęstość zaludnienia wynosiła 12 osób/km².